# Alaçam

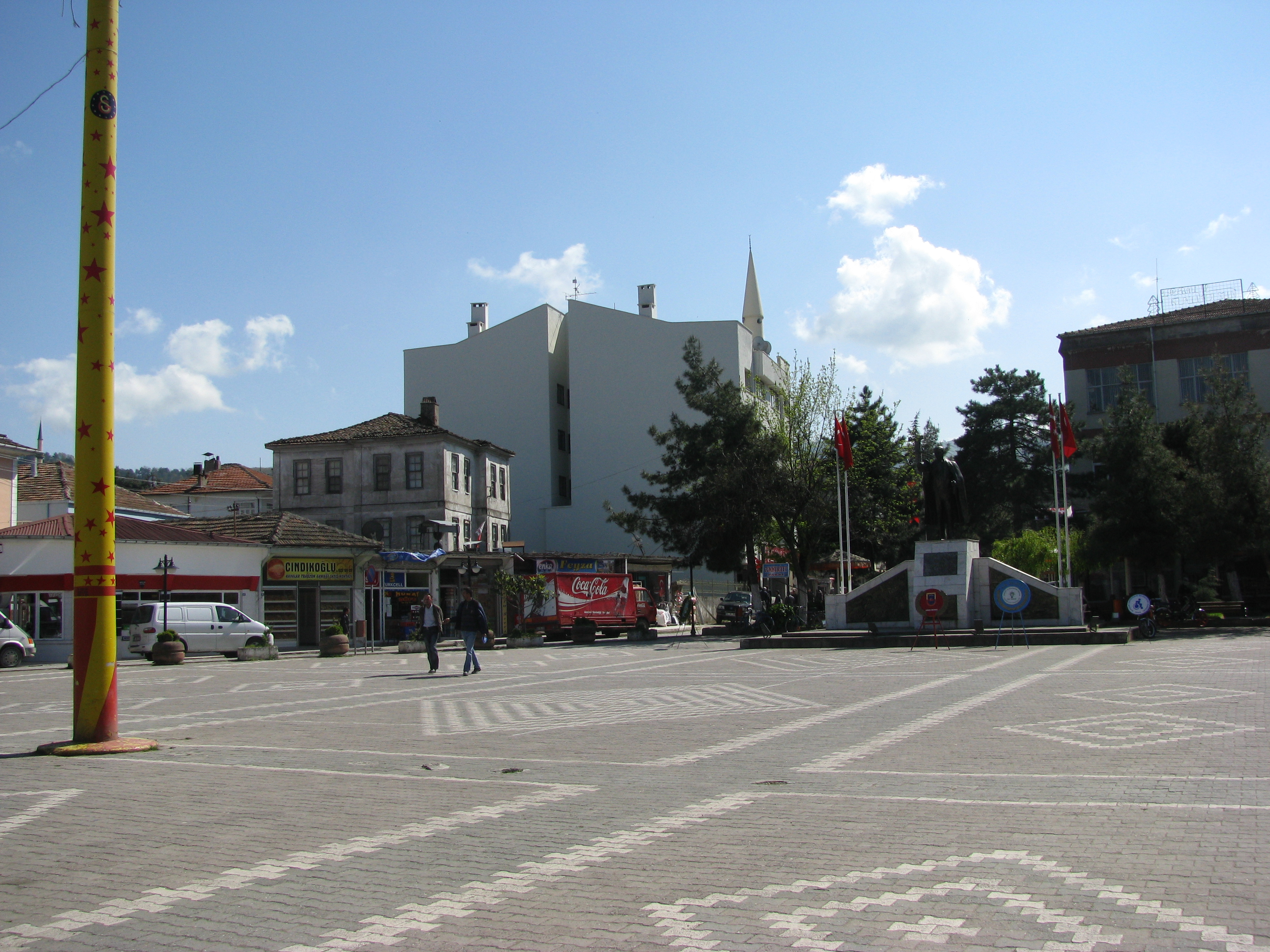
Alaçam Square

Alaçam est une ville et un district de la province de Samsun dans la région de la mer Noire en Turquie.